# Viagens Alucinantes

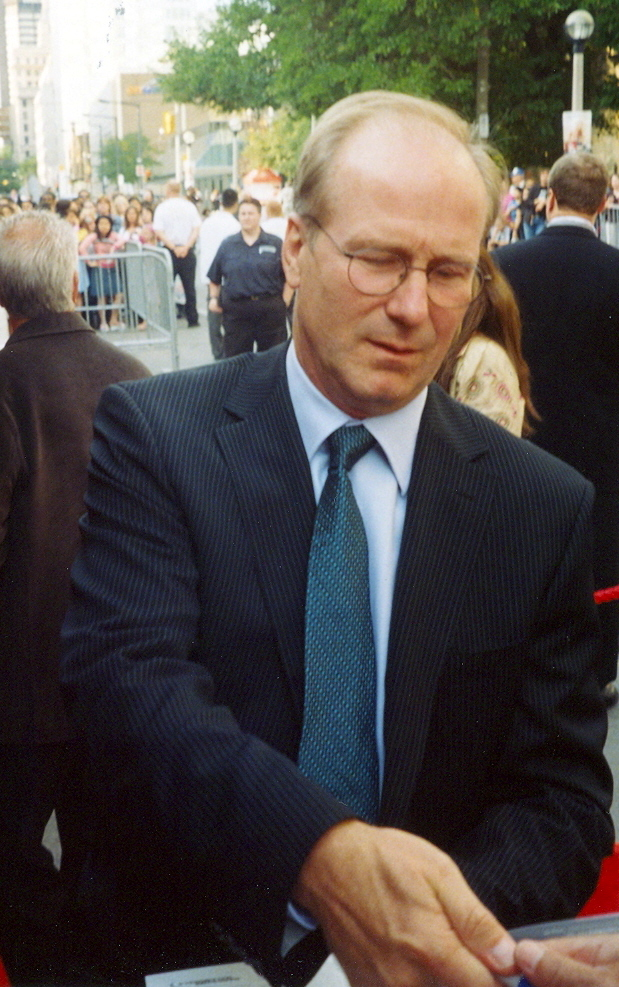
William Hurt dando autógrafos no Festival Internacional de Cinema de Toronto de 2005 enquanto promovia História da Violência.

Altered States (prt/bra: Viagens Alucinantes) é um filme estadunidense de 1980, dos gêneros drama, terror, fantasia e ficção científica, dirigido por Ken Russell para a Warner Brothers, com roteiro de Paddy Chayefsky baseado em seu único romance, Altered States.
A história se baseia nas pesquisas de privação sensorial de John C. Lilly (inventor do tanque de isolamento), em cujo livro The Center of the Cyclone, publicado em 1972, descreve suas alucinações com ancestrais primitivos.

## Prêmios e indicações
| Prêmio             | Categoria            | Recipiente                                                          | Resultado |
| ------------------ | -------------------- | ------------------------------------------------------------------- | --------- |
| Globo de Ouro 1981 | Revelação masculina  | William Hurt                                                        | Indicado  |
| Oscar 1981         | Melhor trilha sonora | John Corigliano                                                     | Indicado  |
| Oscar 1981         | Melhor som           | Arthur Piantadosi, Les Fresholtz, Michael Minkler, Willie D. Burton | Indicado  |

## Elenco
- William Hurt ..... Eddie Jessup
- Blair Brown ..... Emily Jessup
- Drew Barrymore ..... Margaret Jessup
- Megan Jeffers ..... Grace Jessup
- Bob Balaban ..... Arthur Rosenberg
- Charles Haid ..... Mason Parrish
- Thaao Penghlis ..... Eduardo Eccheverría
- Miguel Godreau ..... homem primitivo
- Dori Brenner ..... Sylvia Rosenberg
- Peter Brandon ..... Alan Hobart
- Charles White-Eagle ..... xamã

O filme marca a estreia no cinema de William Hurt e Drew Barrymore.

## Sinopse
Edward Jessup (Hurt) é um professor universitário de psiquiatria em Harvard que se interessa pelo estudo de casos de esquizofrenia, particularmente pelos simbolismos religiosos manifestados pelos pacientes e as suas mudanças físicas que ele deduz como tentativas de se parecerem com a imagem mental que formam de si. Quando estudante, o professor fazia experiências emergindo em um "tanque de isolamento" e ele próprio experimentava essas visões simbólicas. Jessup acha que Deus existe fisicamente dentro de cada homem e quer chegar a Ele por intermédio da exploração mental. Durante a separação de sua esposa, Jessup vai ao México e participa de um ritual com uma raiz sagrada que lhe causa novas alucinações, sugeridas pelos nativos como uma regressão à "matéria primordial".
Ao retornar aos Estados Unidos, o professor retoma as experiências com o tanque de isolamento, com aplicações cada vez maiores de uma droga derivada da raiz, que trouxe consigo. E os fenômenos físicos estranhos começam a se manifestar, com alterações de estados de consciência e transformações em seu corpo.